# Museo civico di Montepulciano
Il Museo civico di Montepulciano ha sede dal 1957 nel trecentesco Palazzo Neri Orselli a Montepulciano.

## Sezioni

### Pinacoteca
La pinacoteca trae origine dal lascito di ben 188 dipinti da parte del primicerio della cattedrale Francesco Crociani, avvenuto nel 1861, e comprendente soprattutto opere del Seicento e del Settecento, fiorentino e bolognese, oltre a dipinti di alcuni pittori dei Paesi Bassi.
Fra le opere più importanti esposte nel museo vi sono:
- un San Francesco su tavola di Margaritone d'Arezzo;
- una Madonna con Bambino e due Angeli, recentemente attribuita al Maestro di Badia a Isola;
- l’Incoronazione della Vergine, ultimamente ricondotta al senese Jacopo di Mino del Pellicciaio;
- la Natività su tavola attribuita al pittore senese Benvenuto di Giovanni;
- la Crocefissione derivata da una pala di Filippino Lippi;
- una pala d'altare con l’Allegoria dell'Immacolata Concezione e Santi del pittore aretino Giovanni Antonio Lappoli;
- la Sacra famiglia con San Giovannino, opera di Antonio Bazzi detto il Sodoma;
- il ritratto della Beata Caterina De'Ricci, attribuita a Giovanni Battista Naldini;
- la tela con I giovani che giocano con il gatto, attribuita al pittore olandese Abraham Bloemaert;
- un ritratto virile recentemente attribuito al Caravaggio.

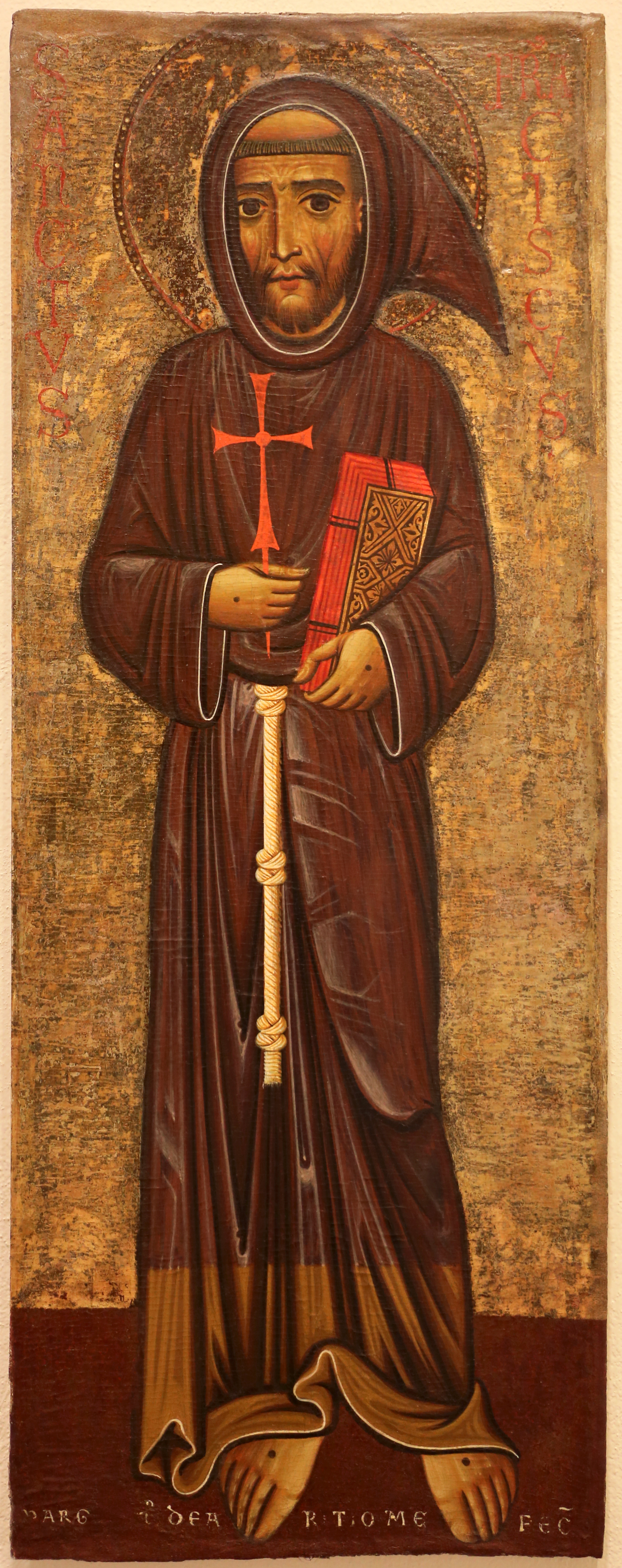
San Francesco
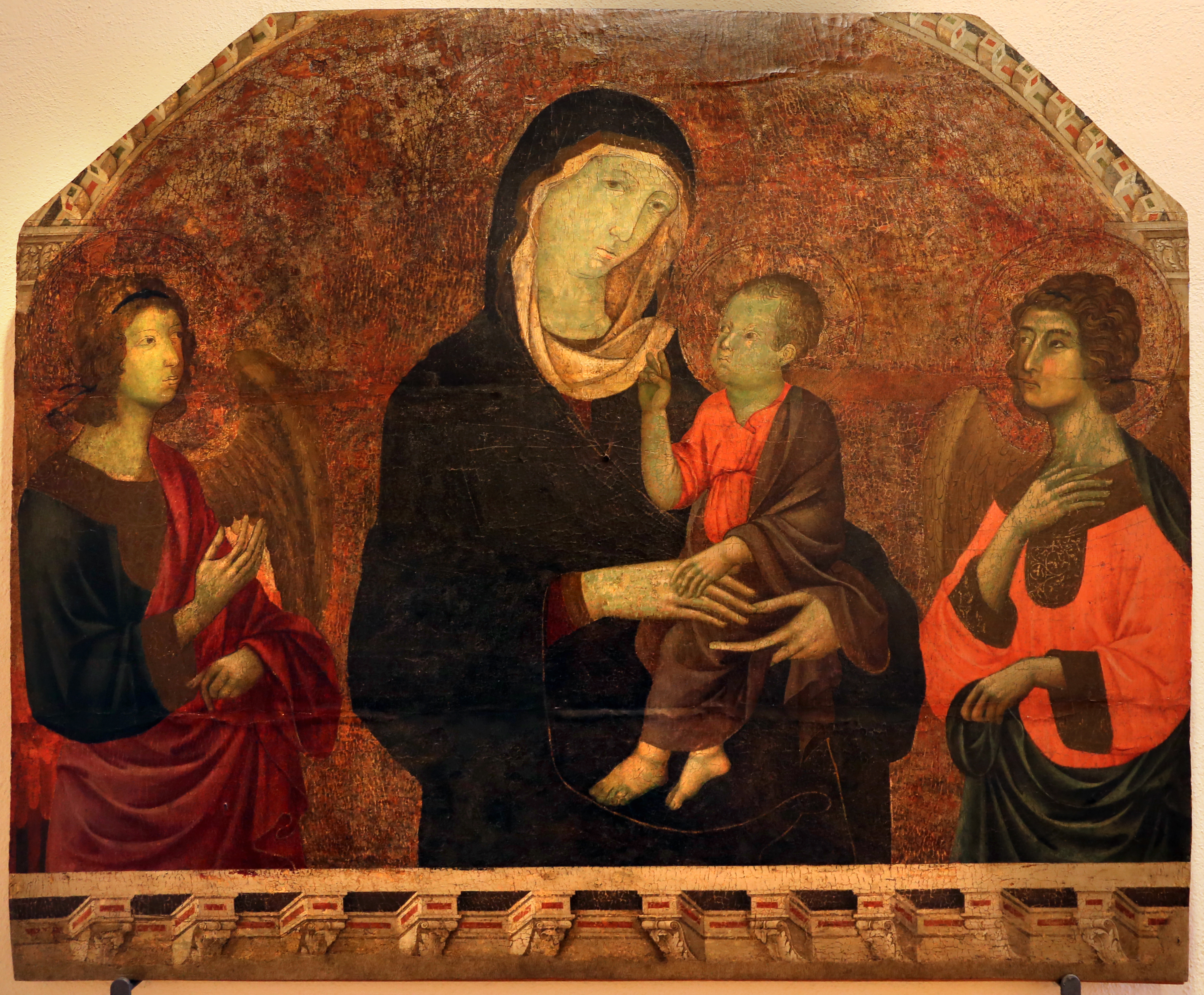
Madonna con Bambino e due Angeli
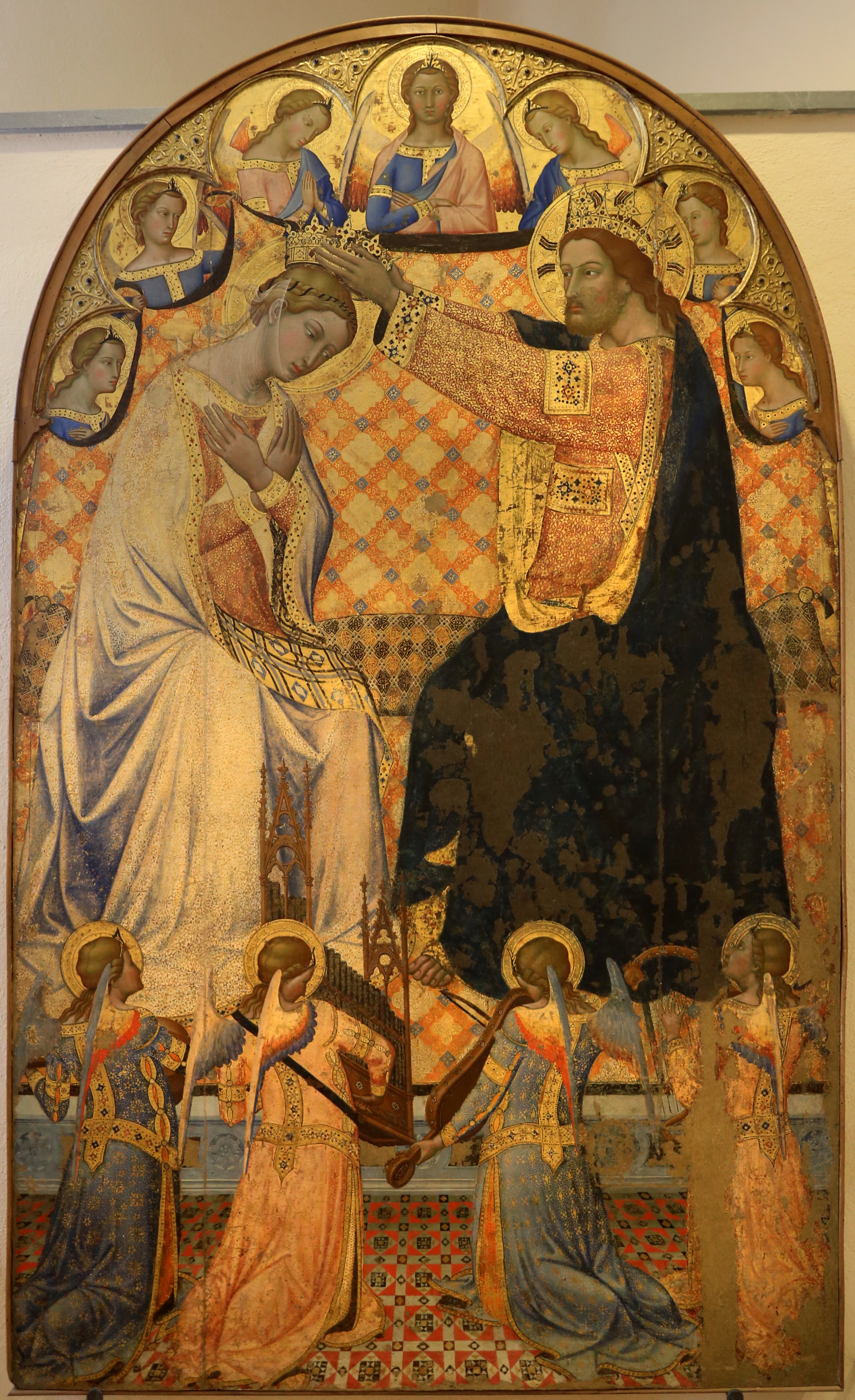
Incoronazione della Vergine
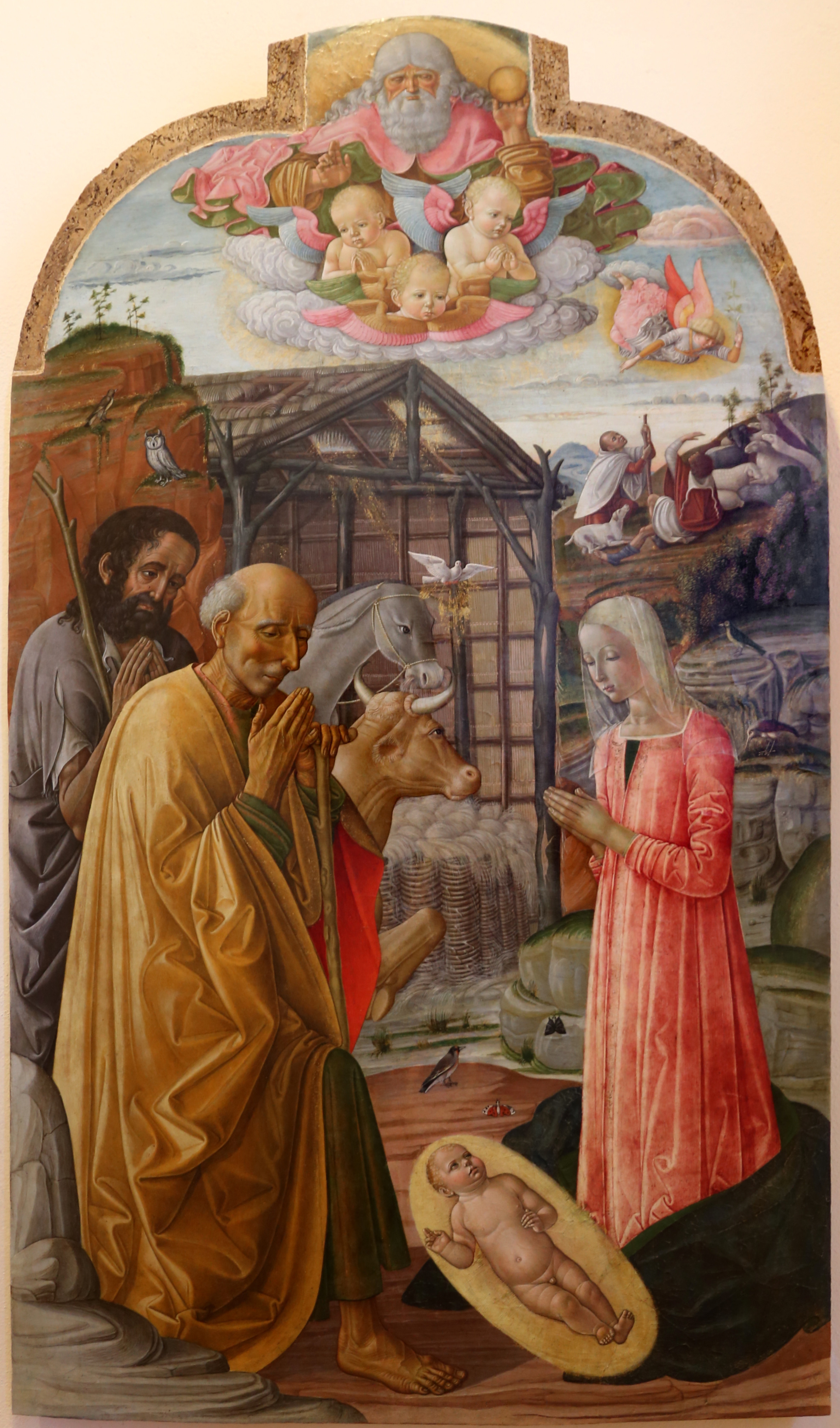
Natività
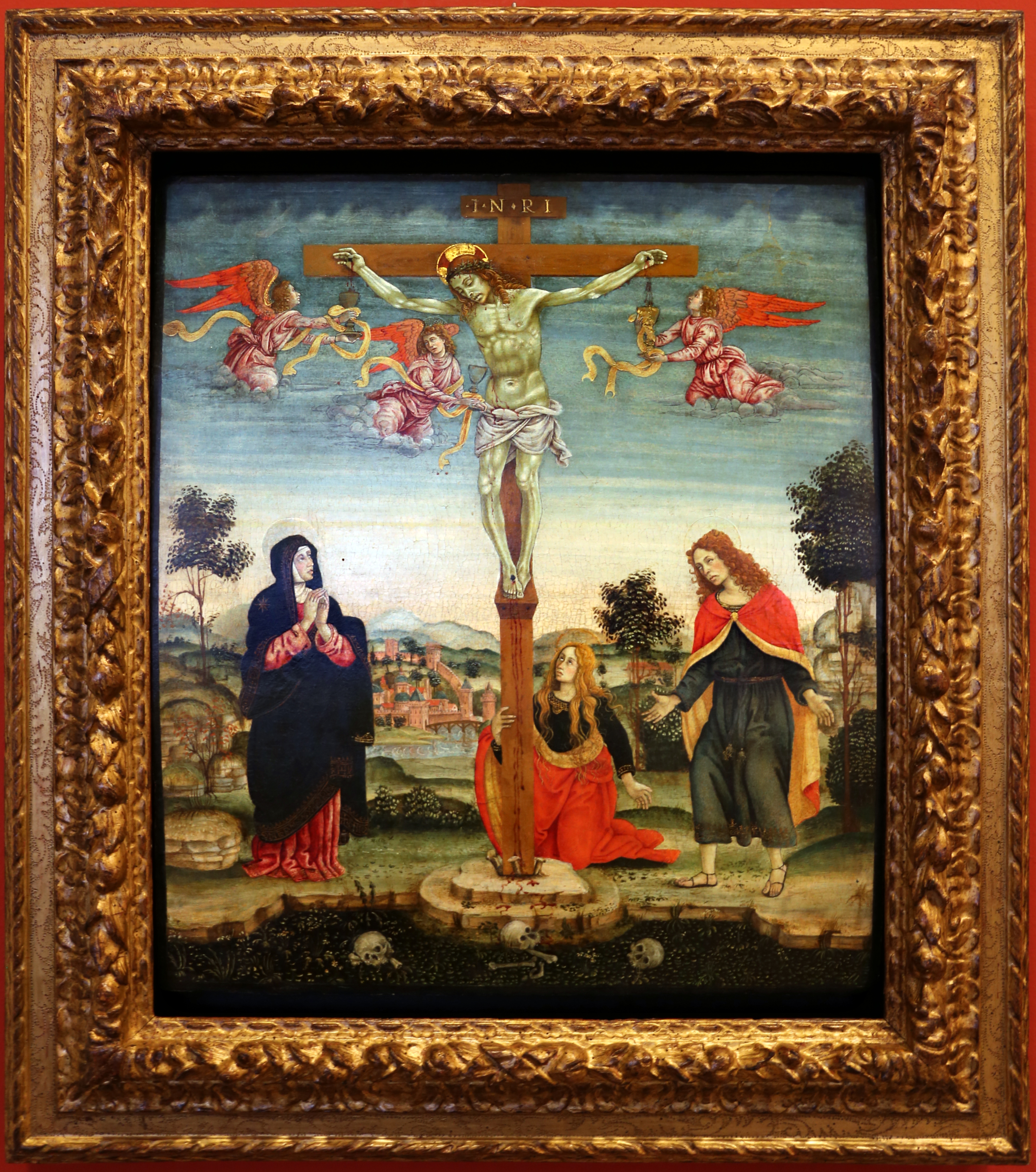
Crocefissione
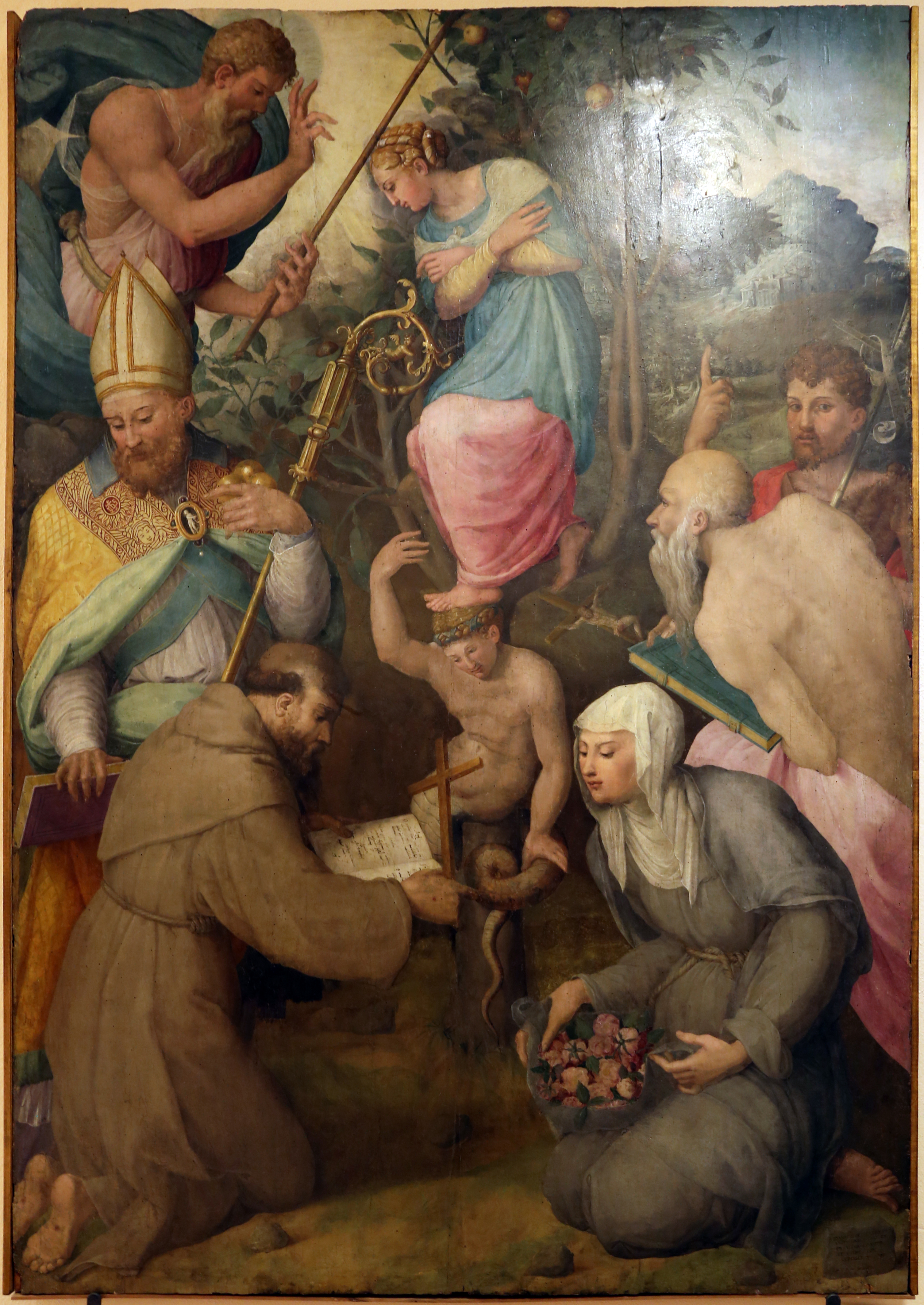
Allegoria dell'Immacolata Concezione e Santi
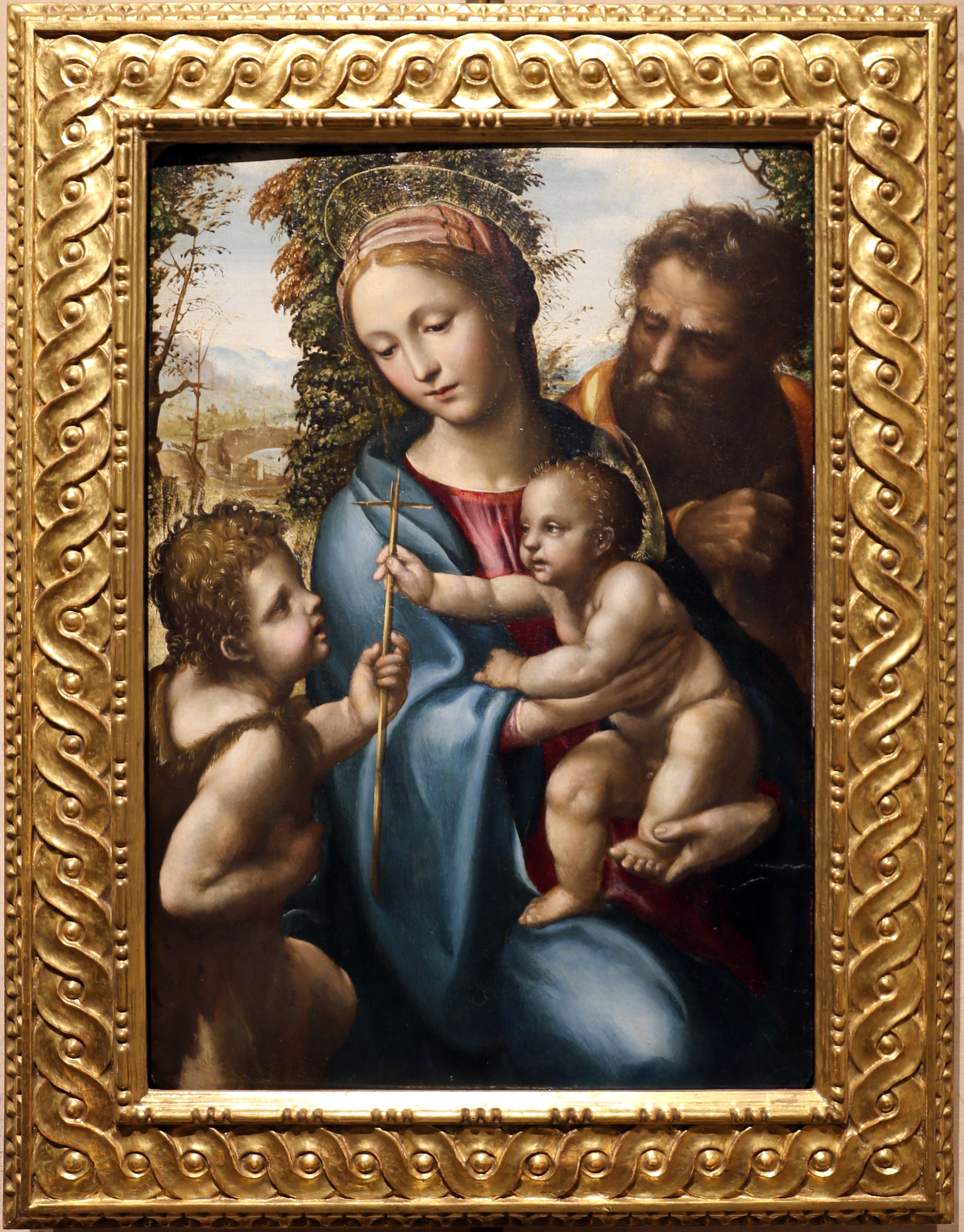
Sacra famiglia con San Giovannino
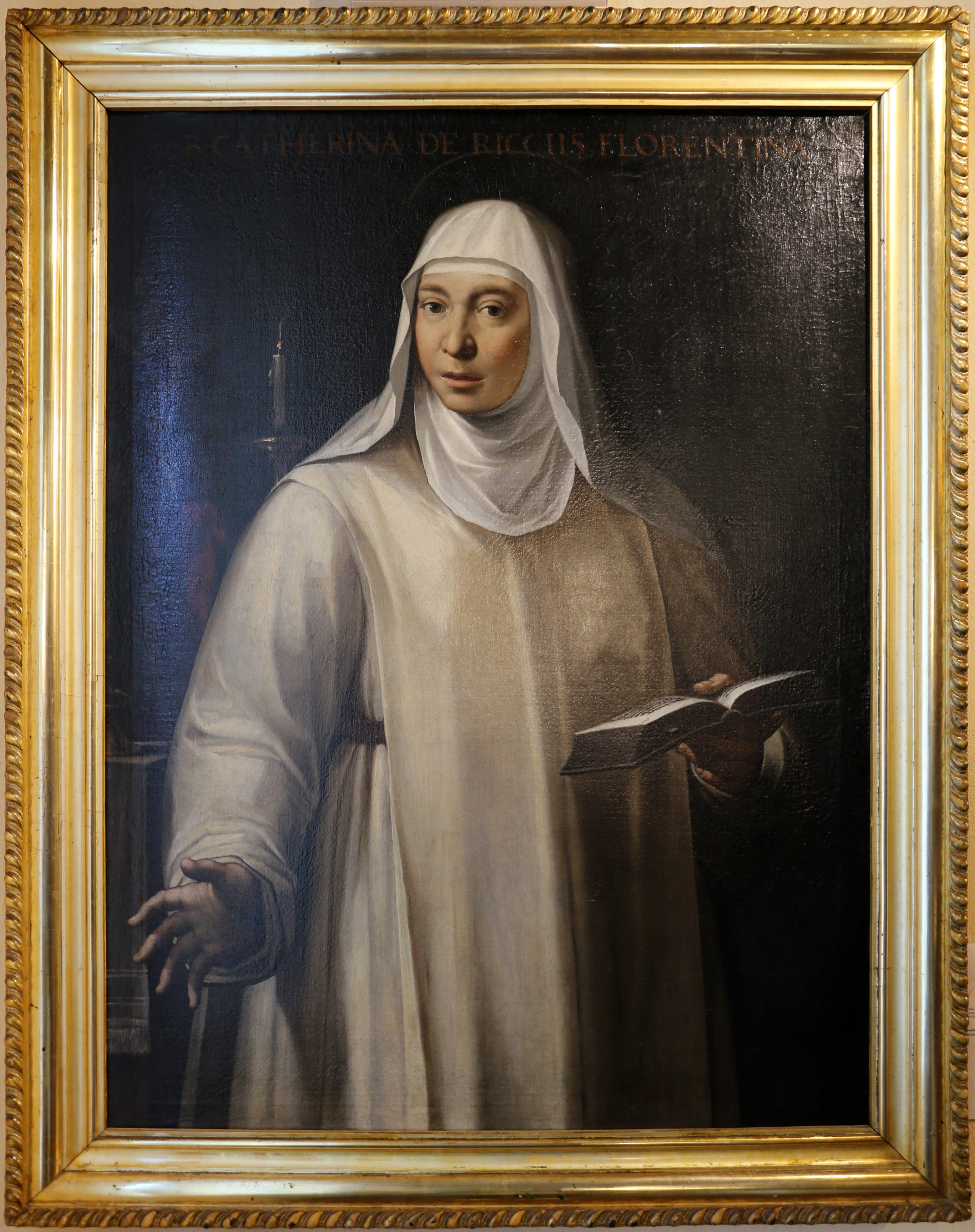
Beata Caterina De'Ricci
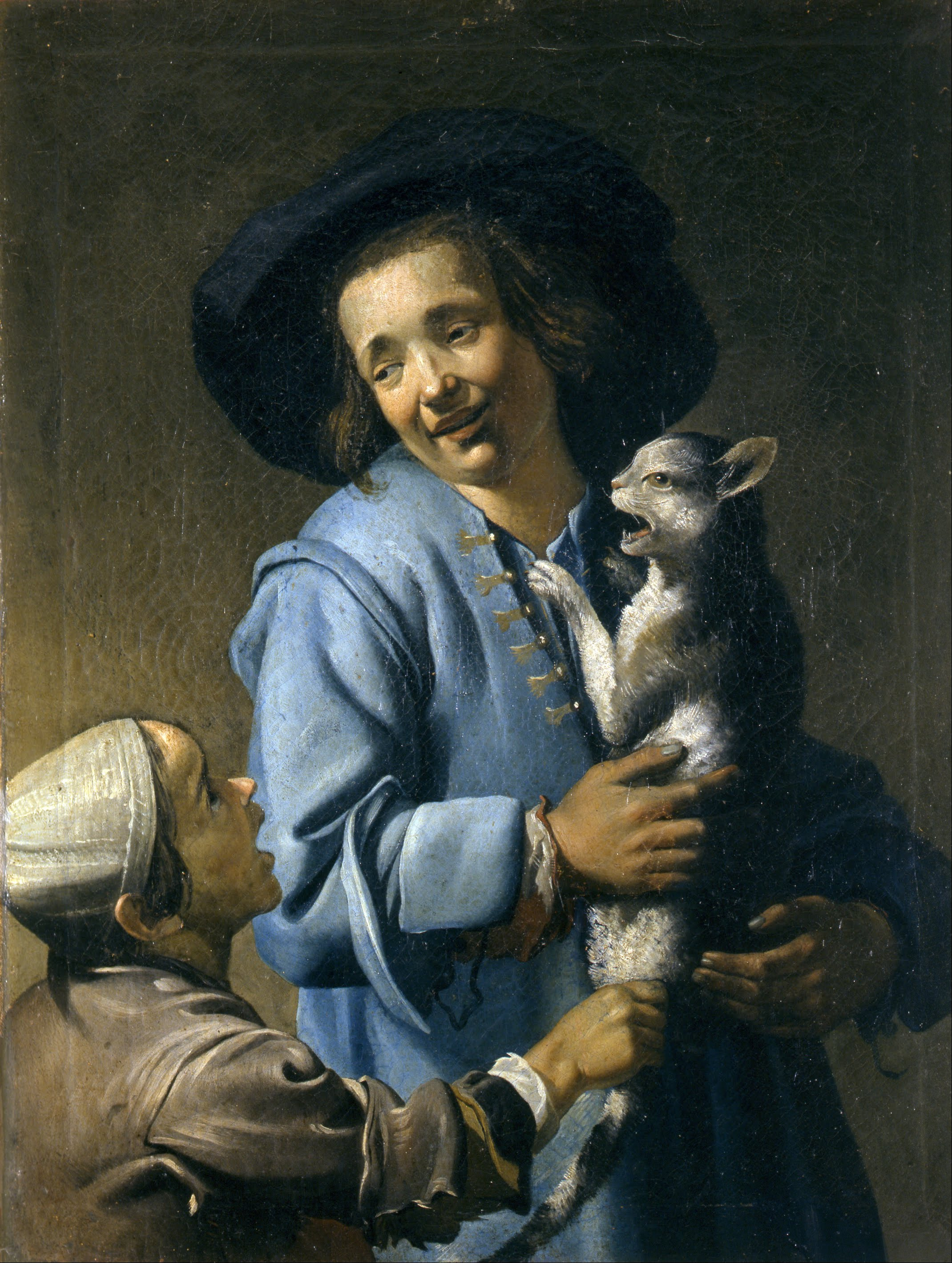
I giovani che giocano con il gatto
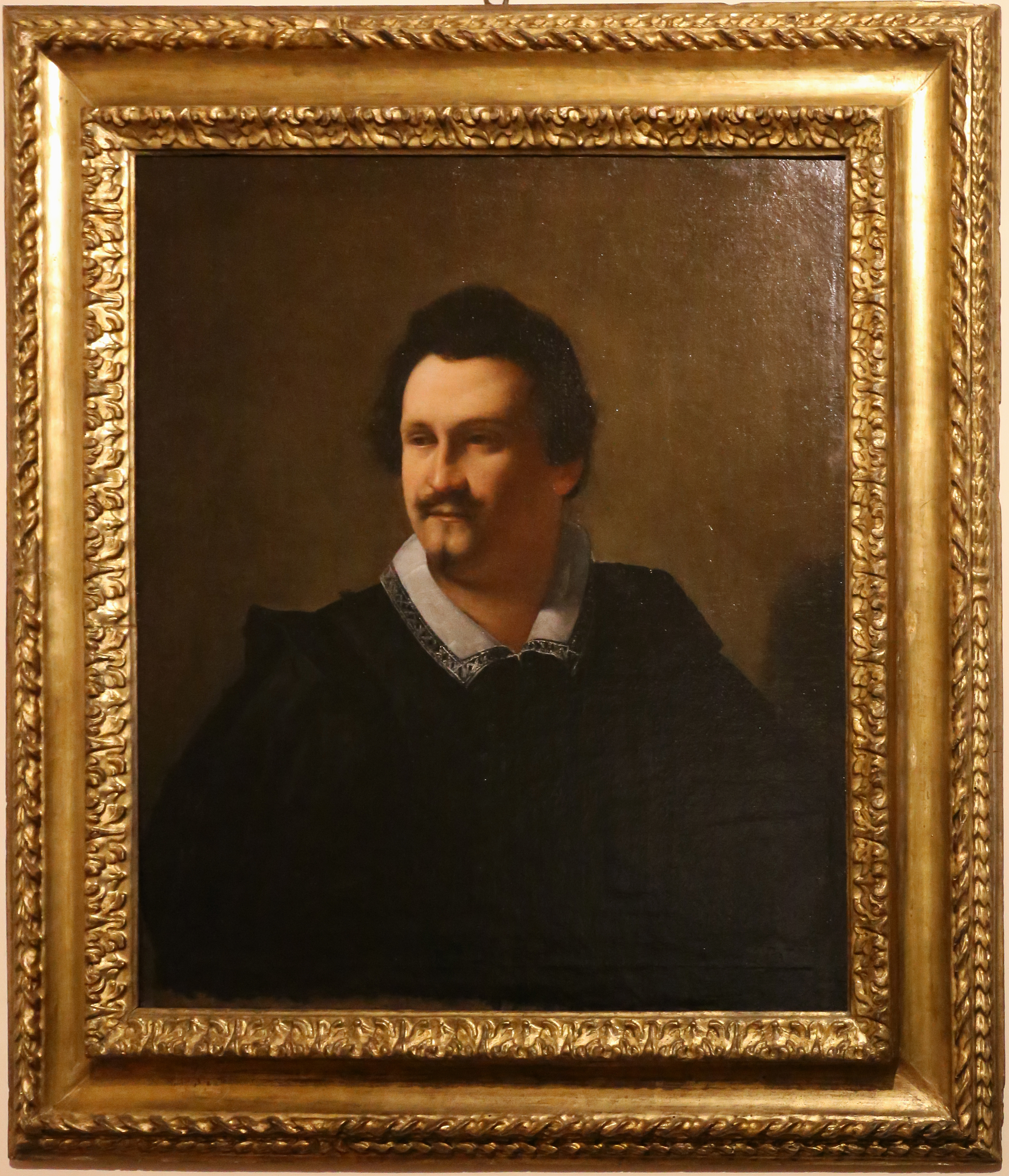
Ritratto di Scipione Caffarelli Borghese

### Terrecotte robbiane
Si trovano qui:
- due pale di altare Dio Padre Benedicente;
- la lunetta raffigurante Madonna con Bambino;
- frammento di pala d'altare con San Giovanni Battista.

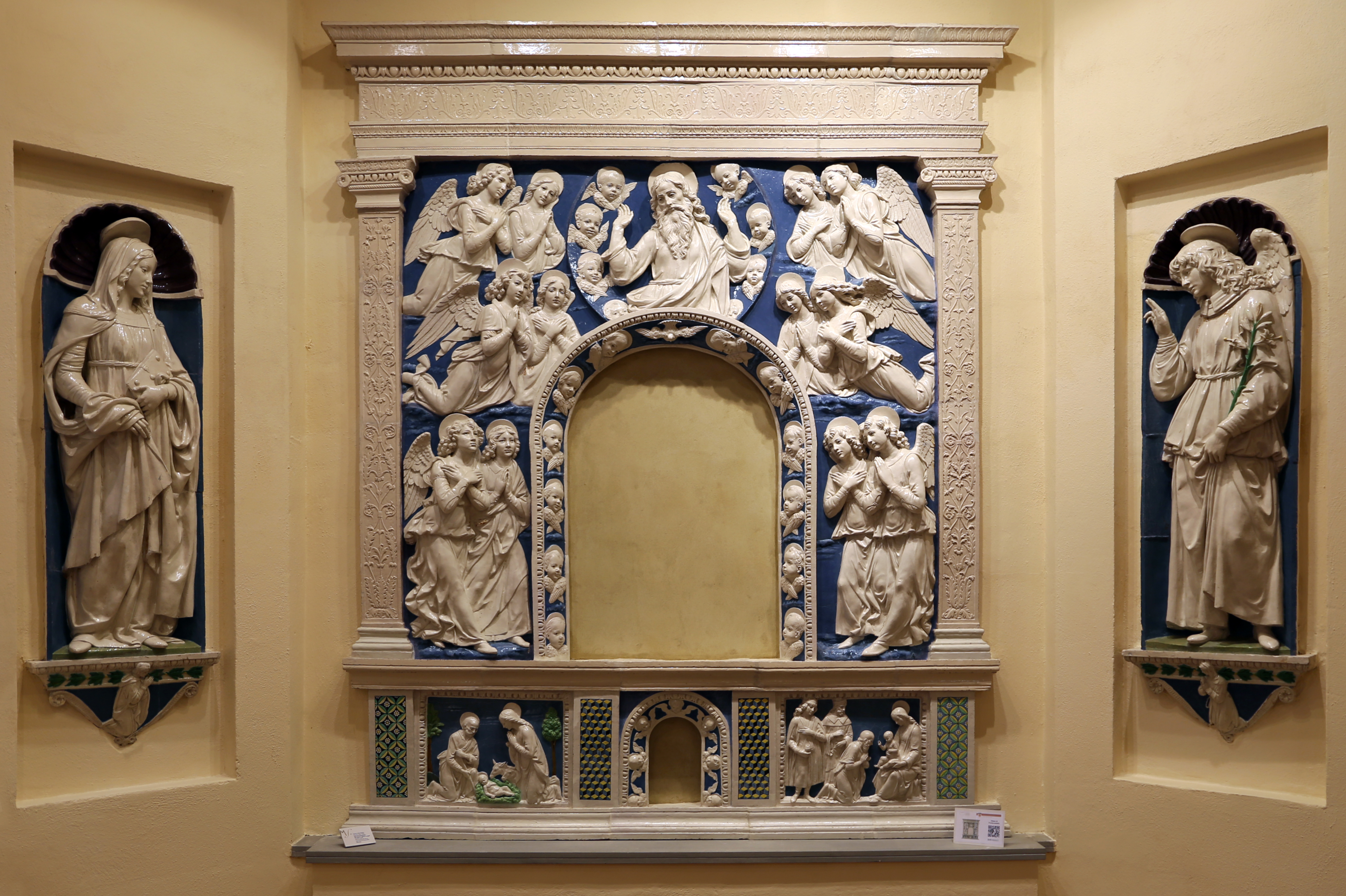
Dio Padre Benedicente
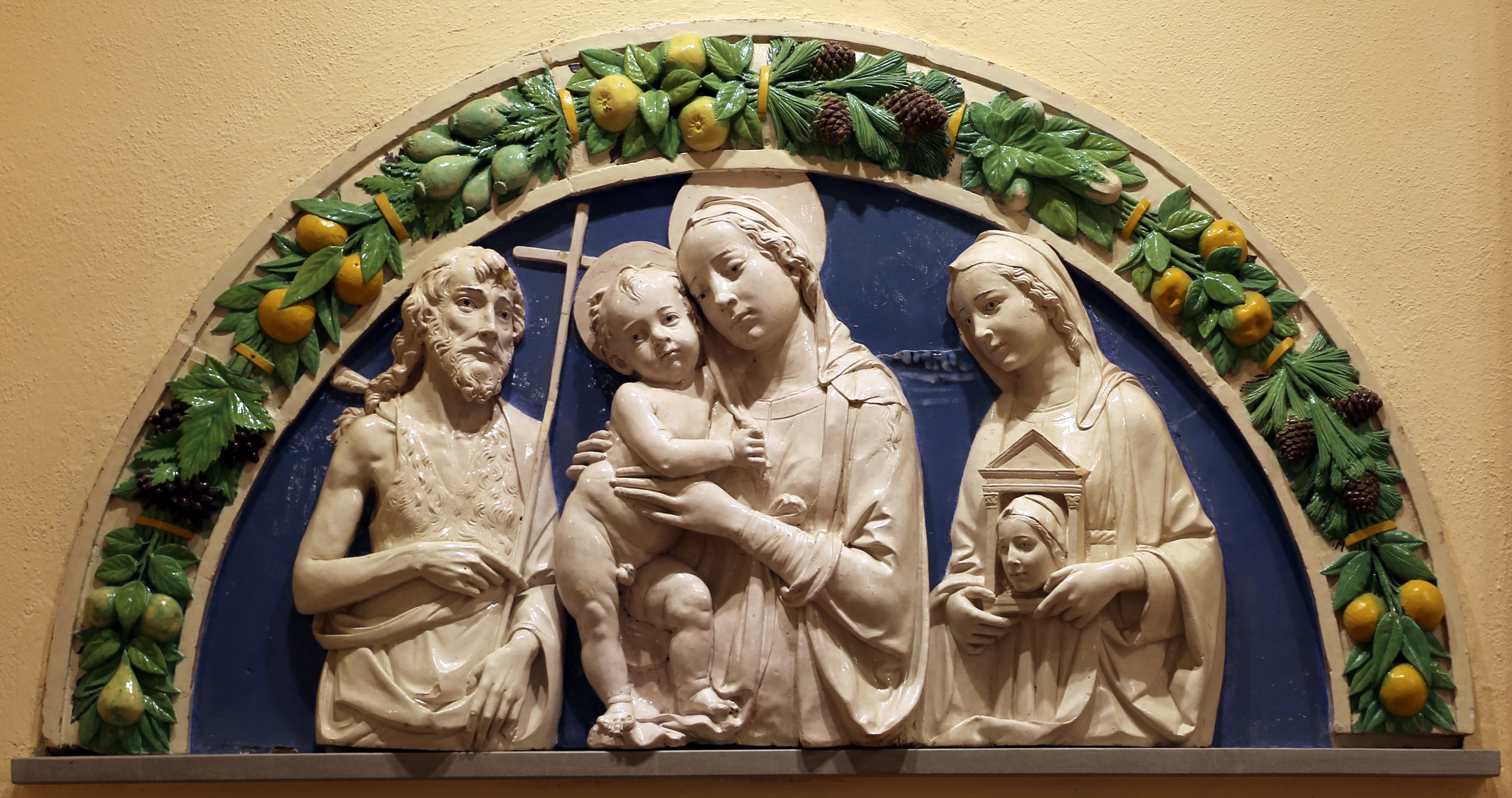
Madonna con Bambino
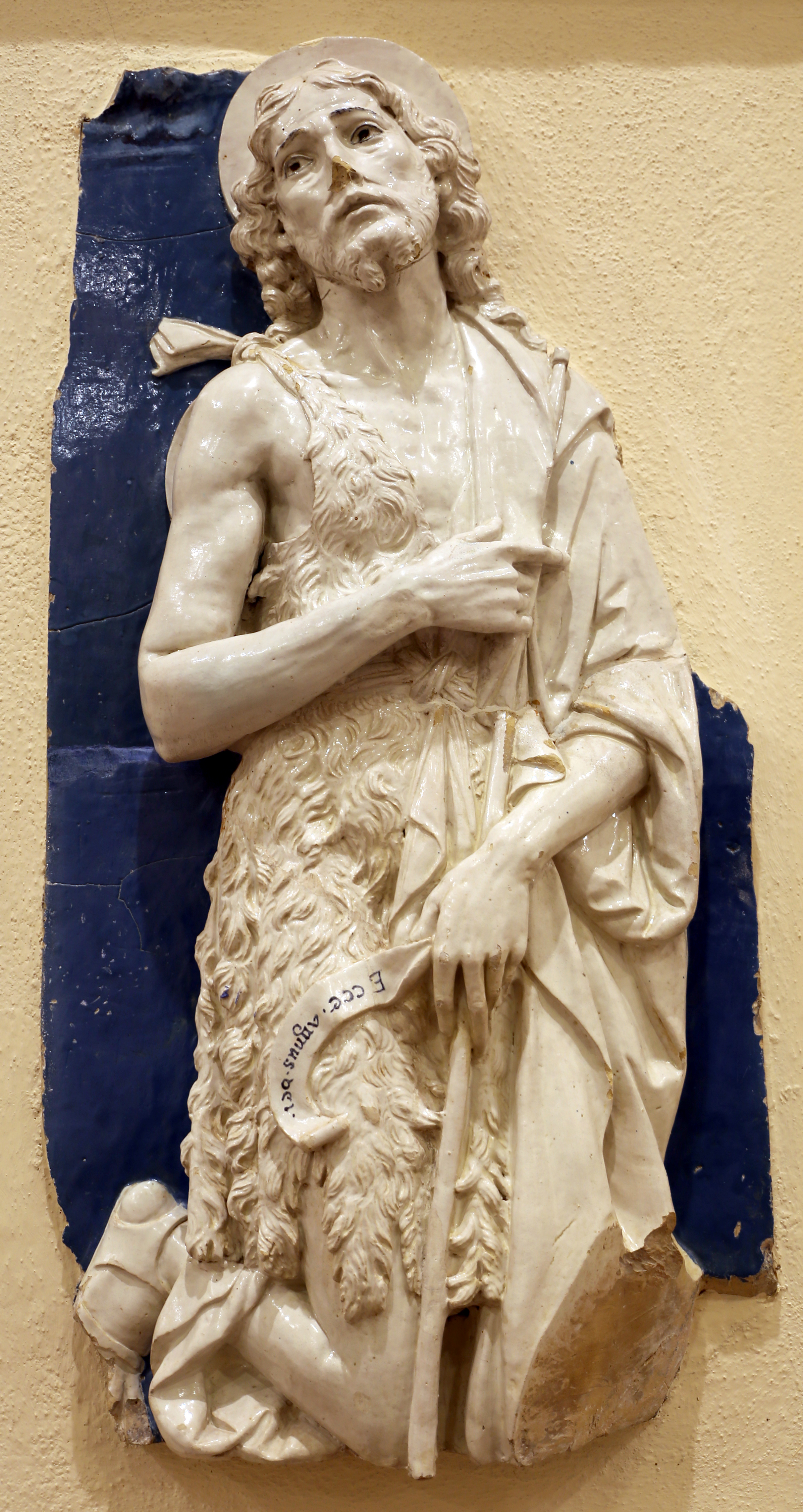
San Giovanni Battista

### Sezione poliziana
Comprende alcuni reperti lapidei di varia provenienza (iscrizioni, stemmi, ecc.).
Tra essi si distinguono:
- il Marzocco, raffigurante il leone simbolo di Firenze, in travertino;
- un busto di papa Marcello II, della nobile famiglia Cervini di Montepulciano;
- una piccola raccolta di materiali ceramici recuperati in un pozzo di butto;
- alcuni oggetti in argento, tra cui la maschera funebre della Santa poliziana Agnese Segni.

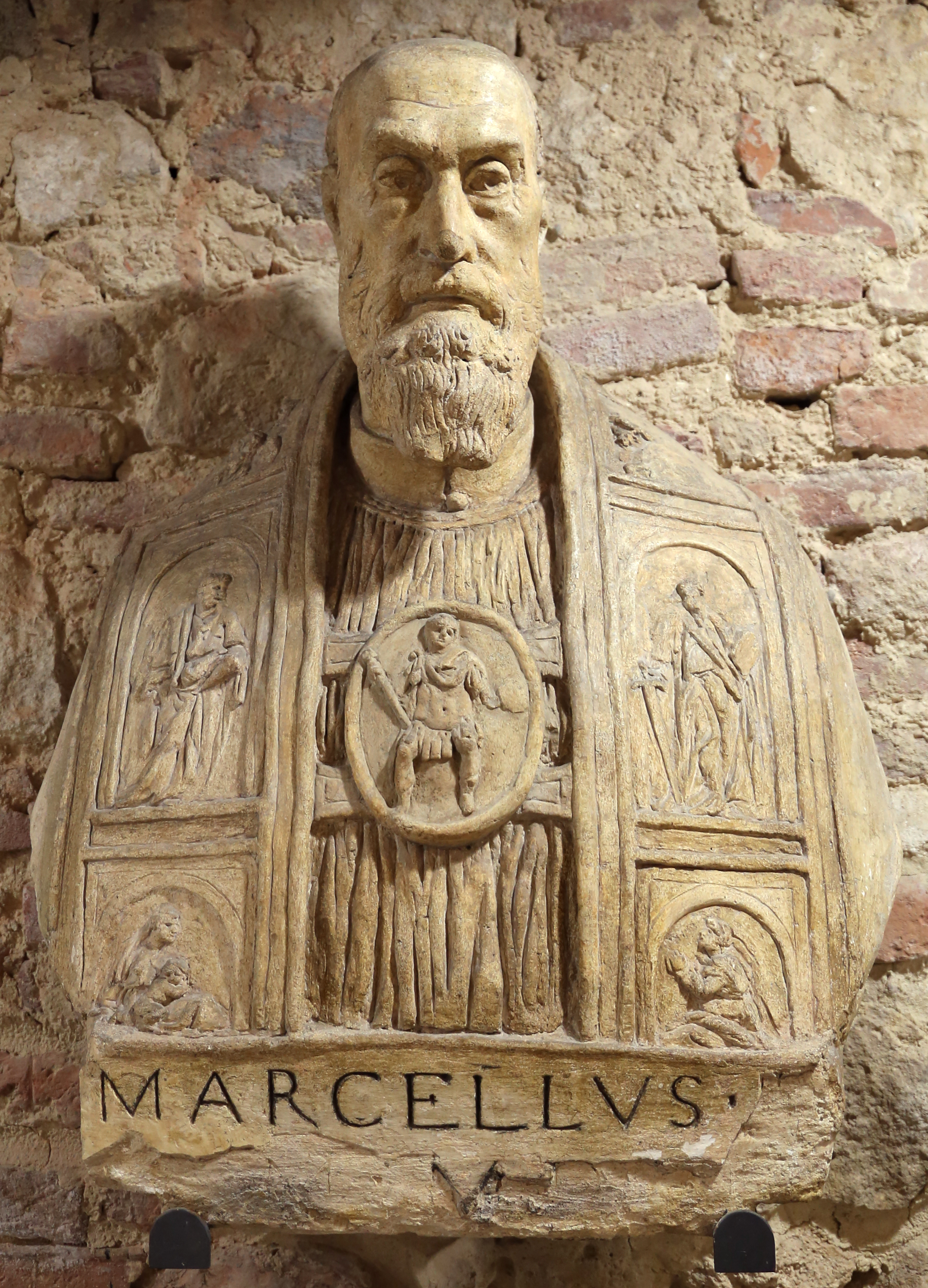
Busto di Papa Marcello II
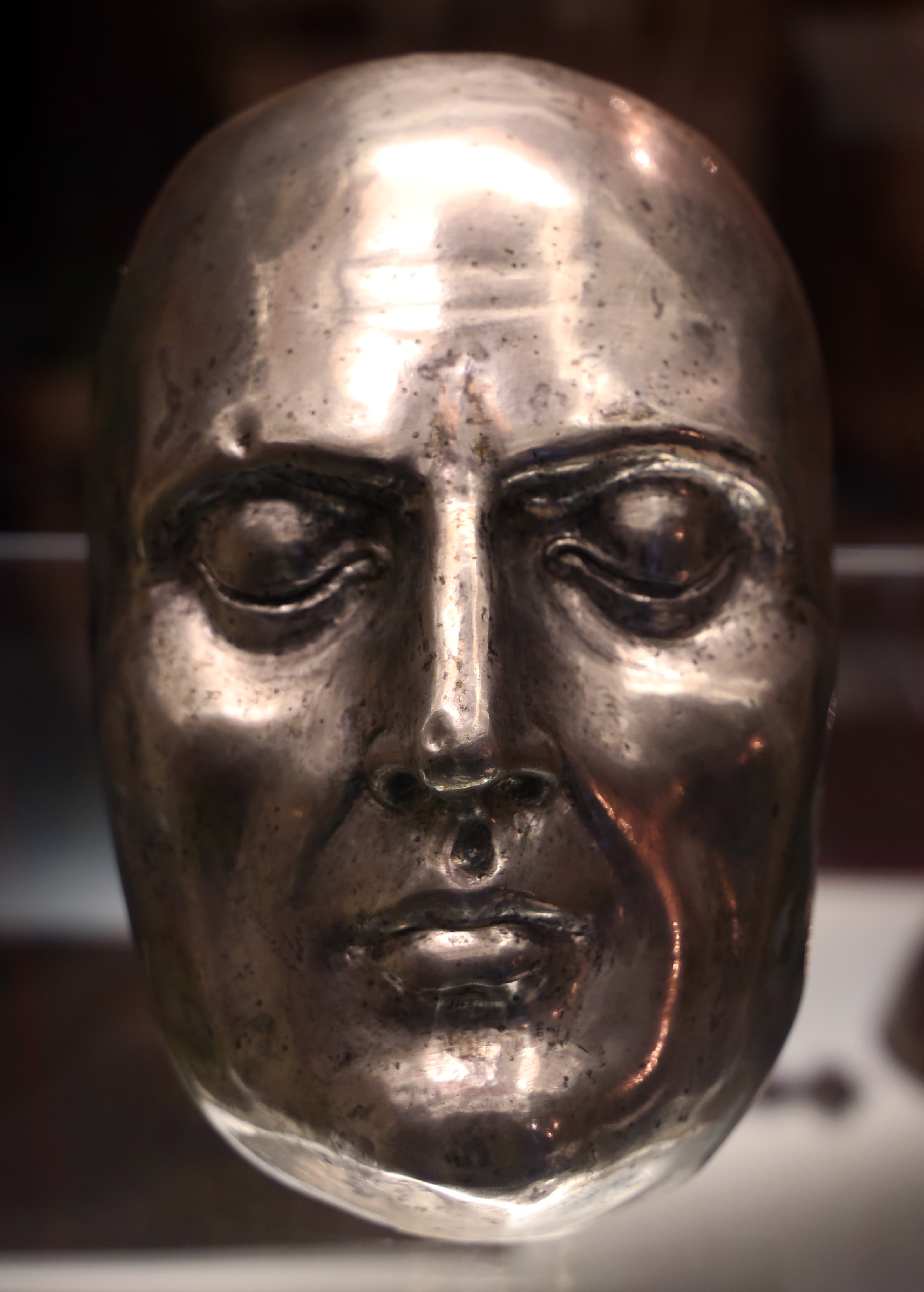
Maschera funebre della Santa poliziana Agnese Seg0ni

### Sezione archeologica
Questa sezione raccoglie alcuni corredi tombali etruschi e reperti edilizi romani, nonché alcune urne cinerarie etrusche provenienti dalla collezione del nobile poliziano Pietro Bucelli.
Gli oggetti di maggior prestigio sono quelli bronzei, tra cui si distinguono il prezioso foculo, una sorta di braciere, e un candelabro.

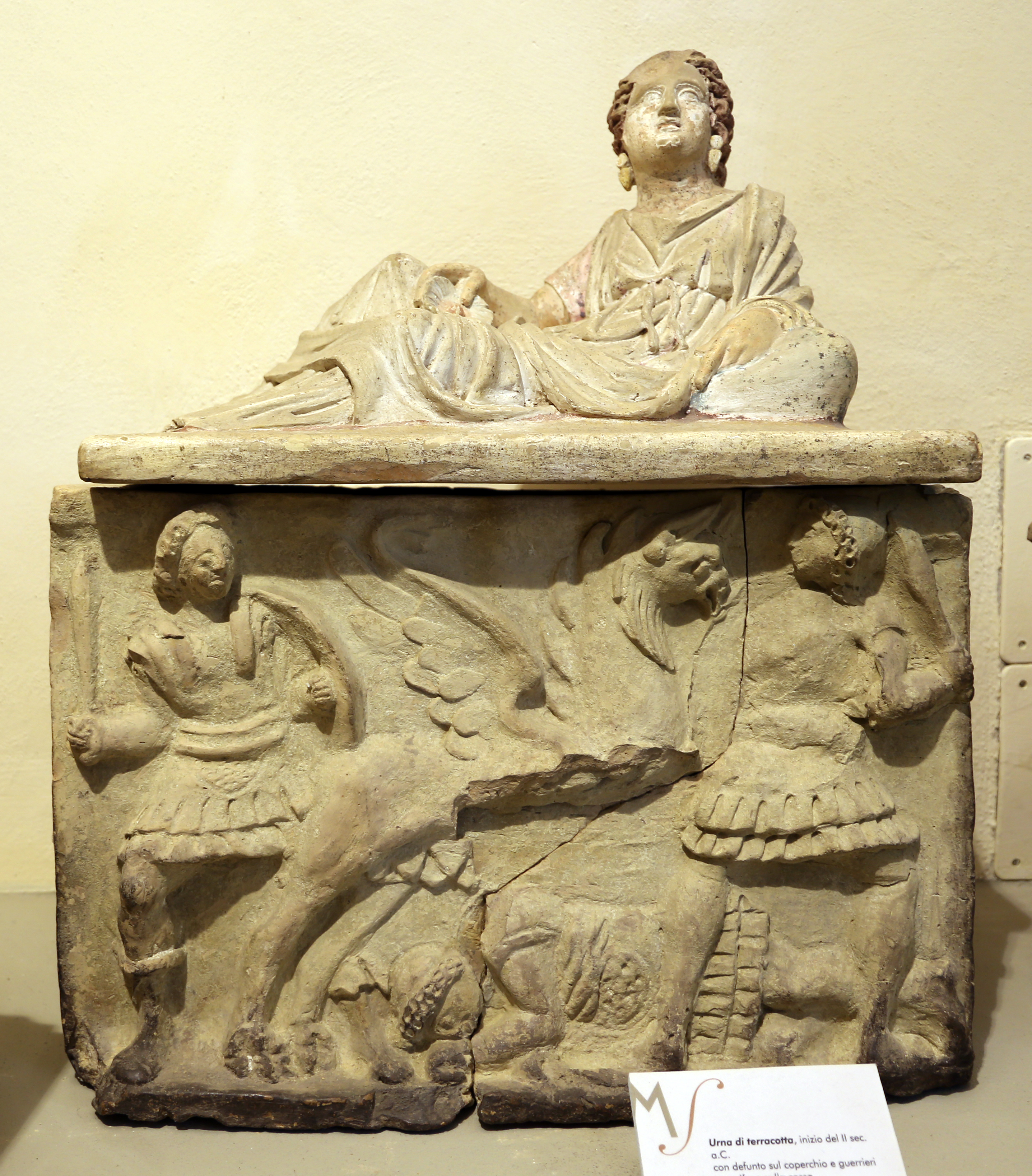
Urna cineraria
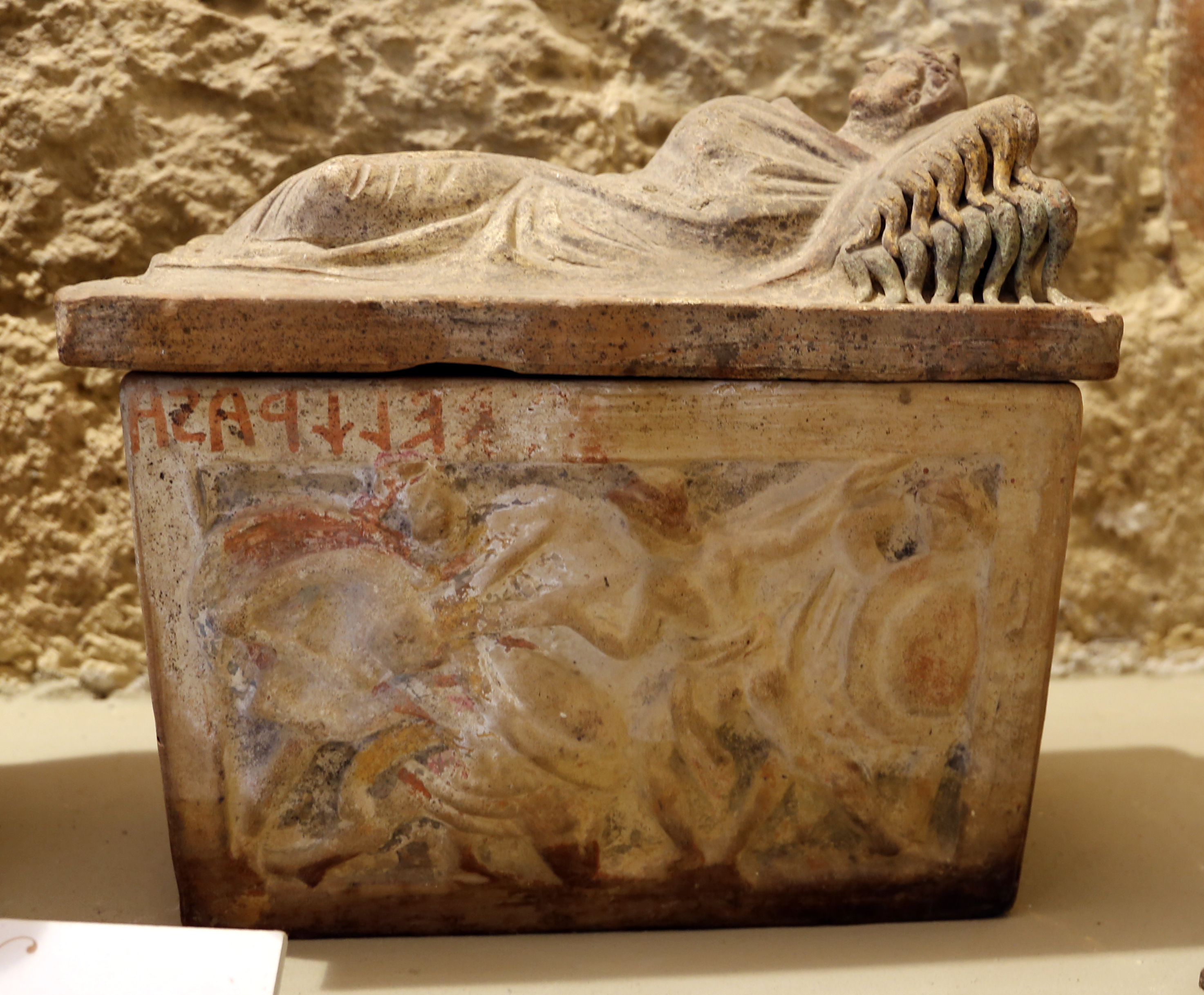
Urna cineraria
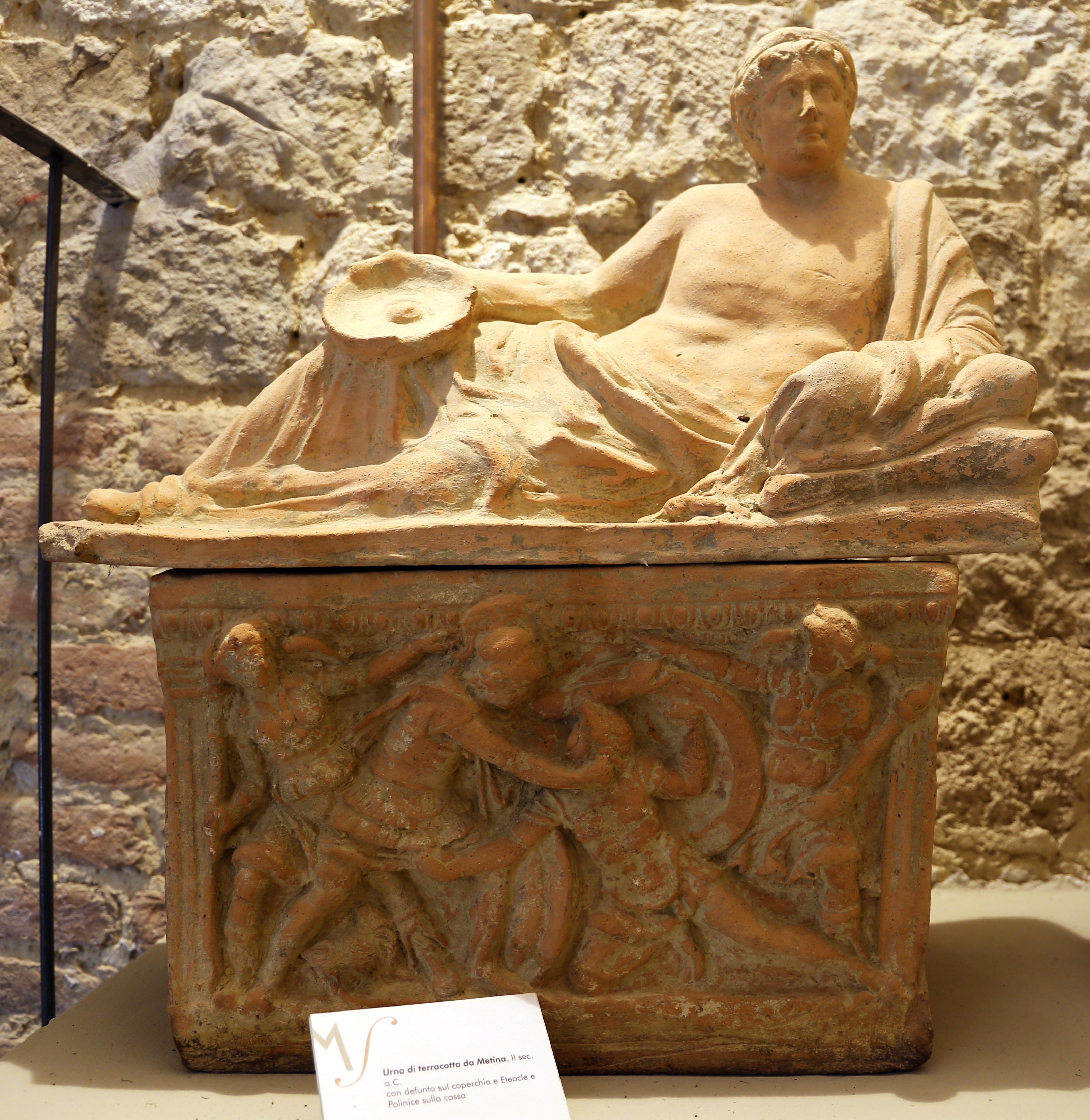
Urna cineraria
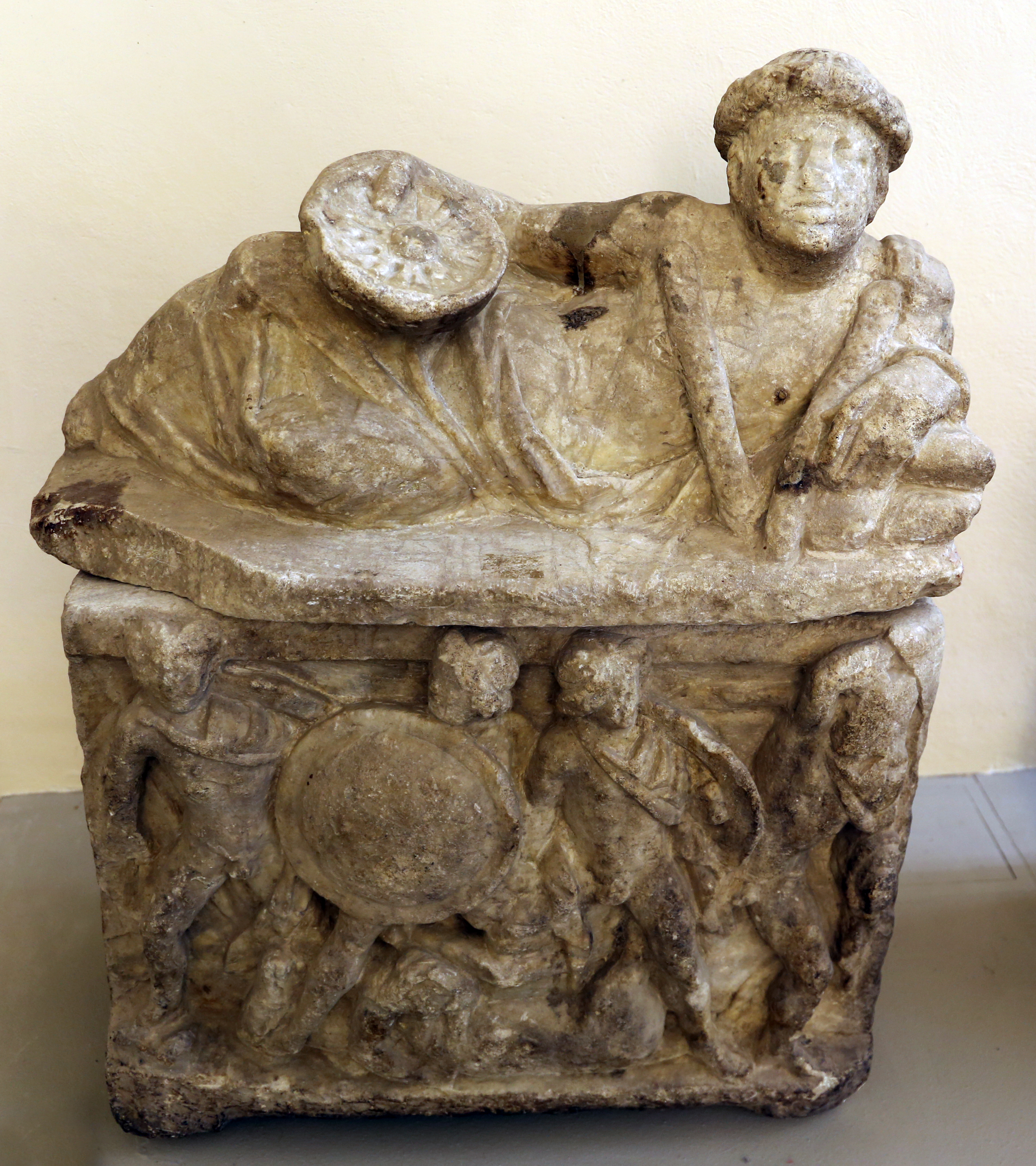
Urna cineraria
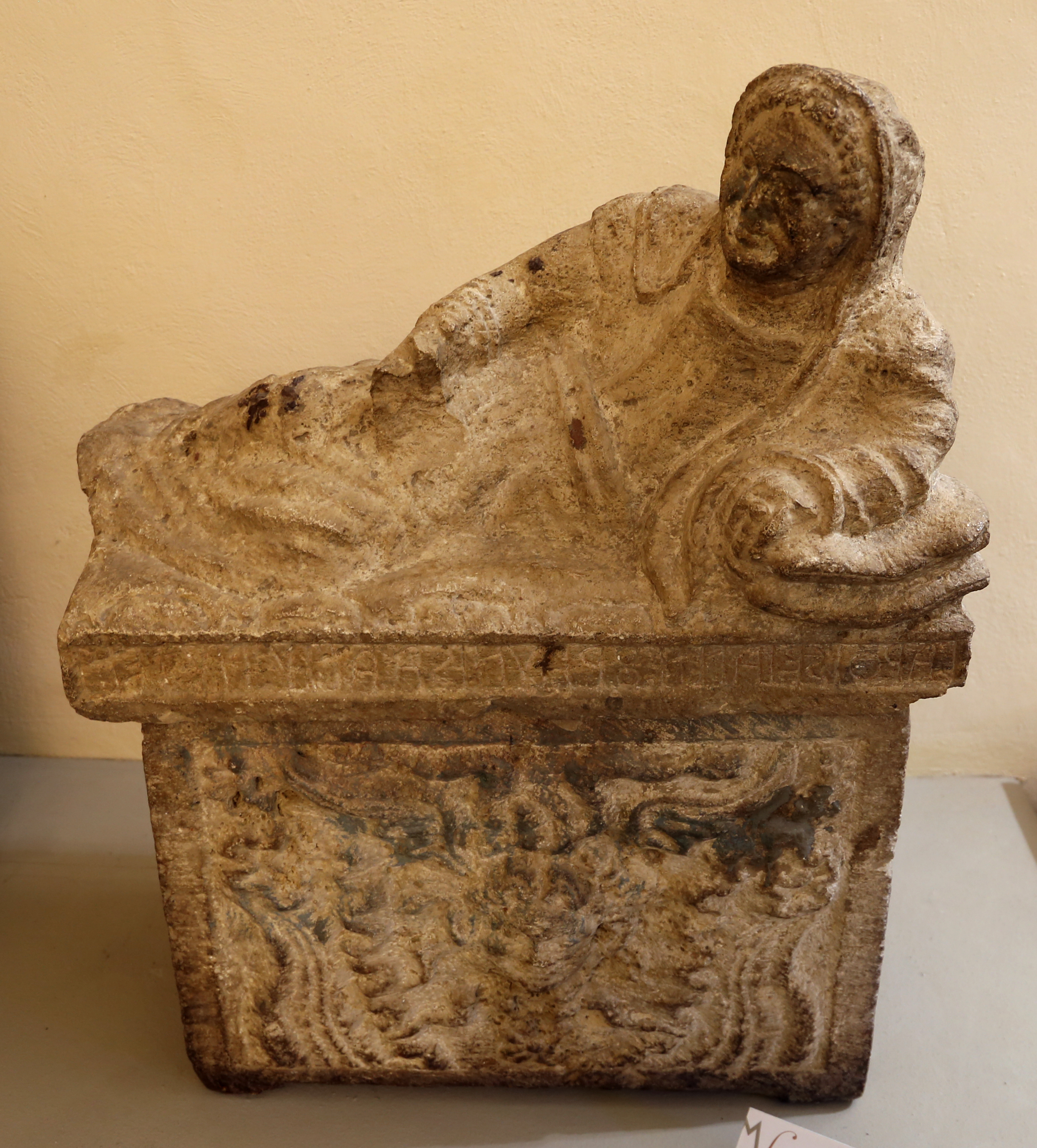
Urna cineraria
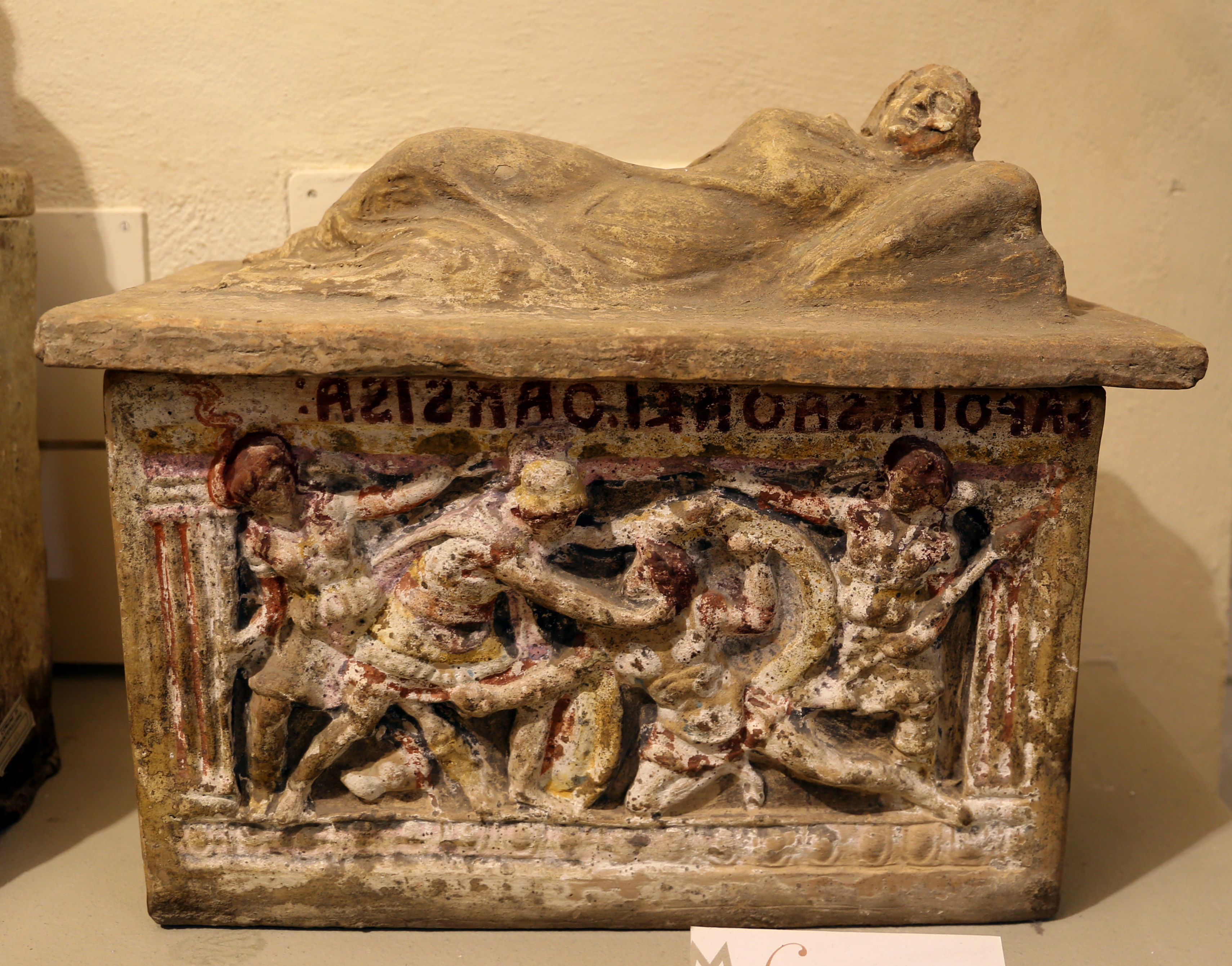
Urna cineraria
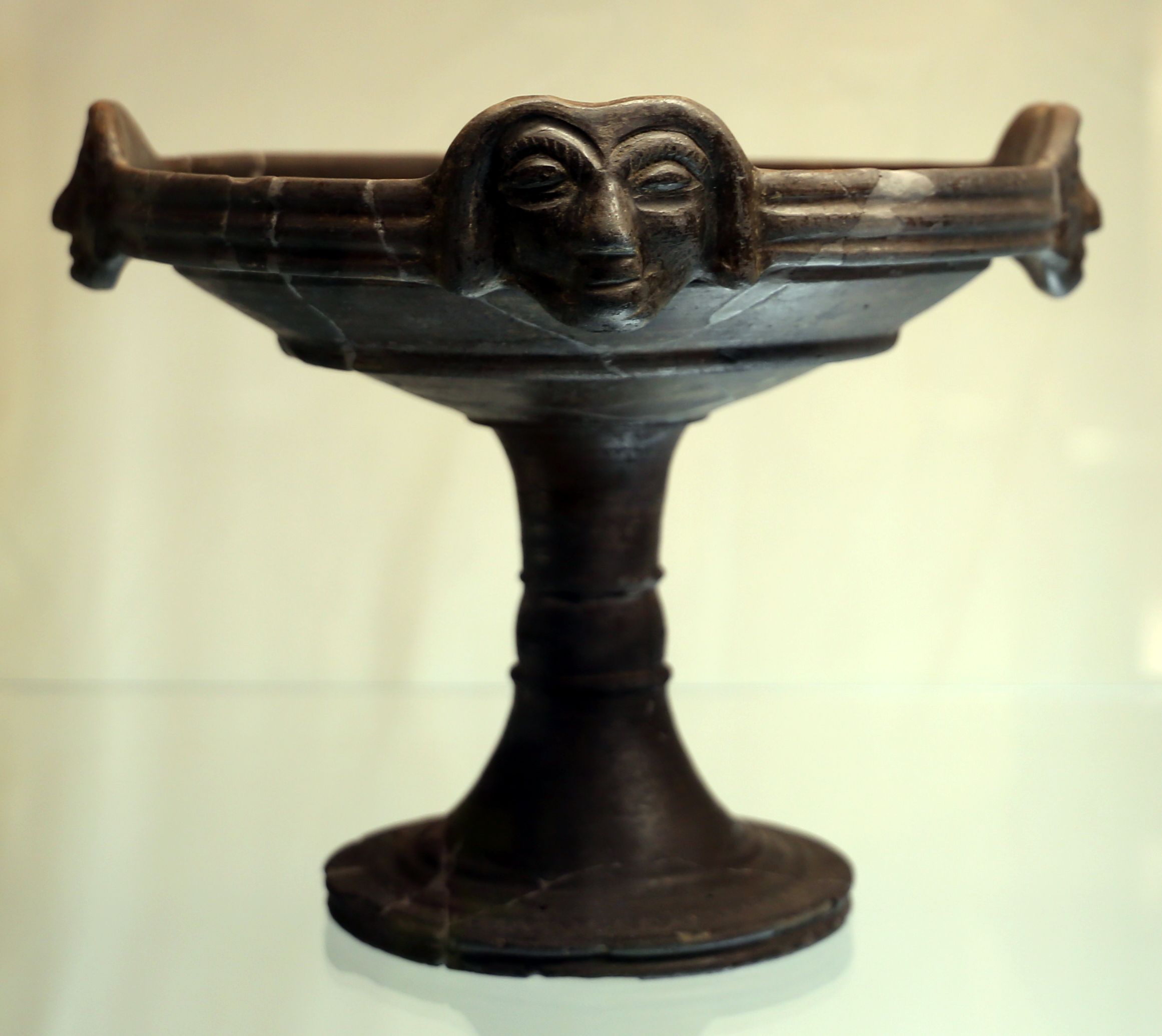
Foculo
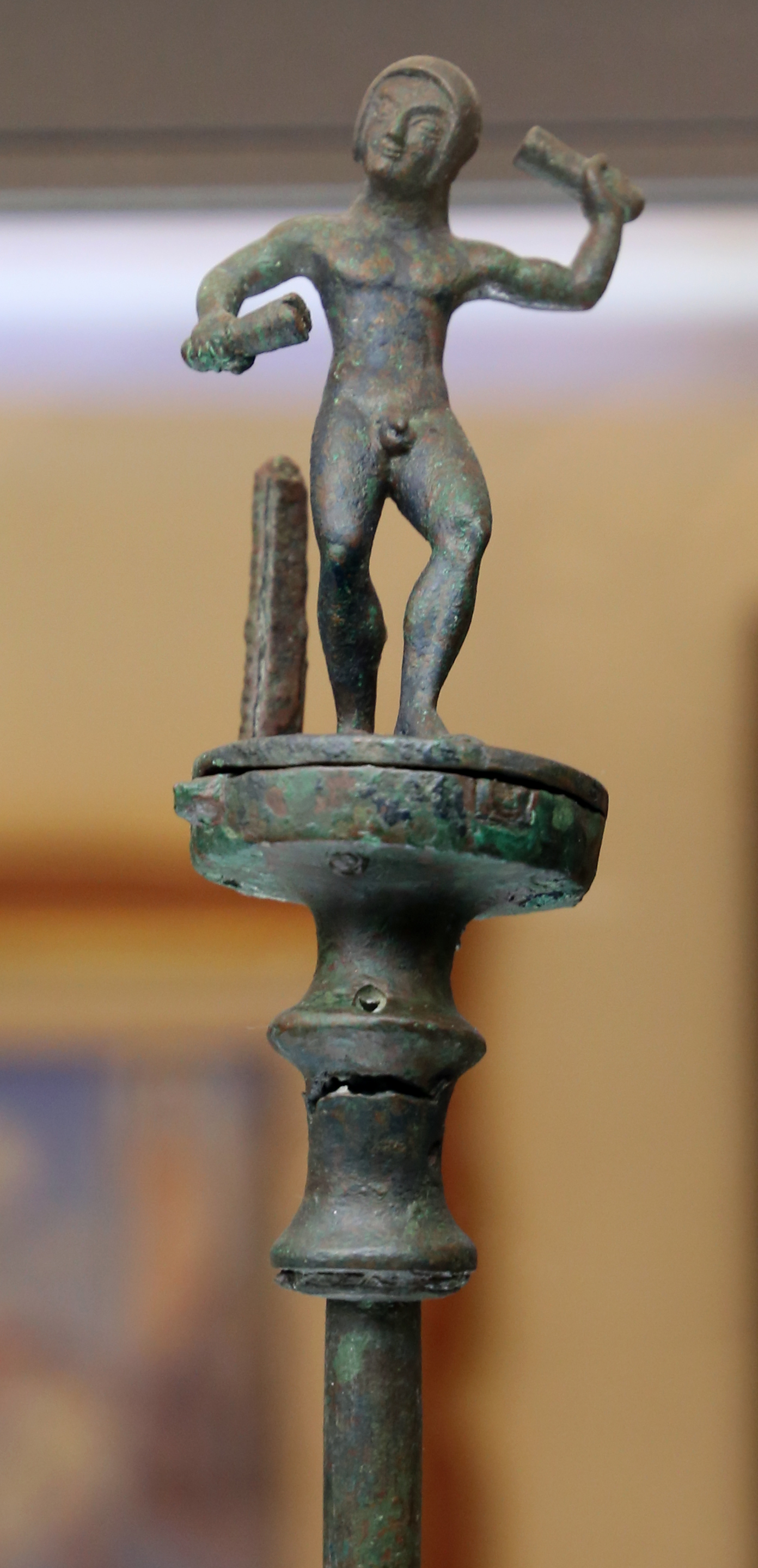
Candelabro

### Studiolo
Minuto ambiente di passaggio dove sono esposti piccoli dipinti e arredi del XVI secolo.